# Andrew Harrison (basquetebolista)
Andrew Harrison (San Antonio, 28 de outubro de 1995) é um jogador norte-americano de basquete profissional que atualmente joga pelo Cleveland Cavaliers, disputando a National Basketball Association (NBA). Foi draftado em 2015 na segunda rodada pelo Phoenix Suns.